# Saint-Germain-de-Clairefeuille
Saint-Germain-de-Clairefeuille är en kommun i departementet Orne i regionen Normandie i nordvästra Frankrike. Kommunen ligger i kantonen Le Merlerault som tillhör arrondissementet Argentan. År 2022 hade Saint-Germain-de-Clairefeuille 132 invånare.

## Befolkningsutveckling
Antalet invånare i kommunen Saint-Germain-de-Clairefeuille
| Referens: INSEE |